# Plutoniany(VI)
Plutoniany(VI) (plutoniany) – związki chemiczne plutonu, zawierające anion plutonianowy(VI), PuO42-. Są to związki podobne do uranianów(VI) i neptunianów(VI).
Można je otrzymać w reakcji ditlenku diwodorotlenku plutonu(VI), PuO2(OH)2, z zasadami, np.:
2NaOH + PuO2(OH)2 → Na2PuO4 + 2H2O